# 3404 Hinderer
3404 Hinderer је астероид главног астероидног појаса чија средња удаљеност од Сунца износи 2,666 астрономских јединица (АЈ).
Апсолутна магнитуда астероида је 12,9.